# Борейша, Пётр Исидорович
Пётр Иси́дорович Боре́йша (05 февраля 1885, Санкт-Петербург, Российская империя — 17 июля 1953, Париж, Франция) — футболист, вратарь сборной России, корректор. Участник Олимпийских игр 1912 года. Участник Первой мировой войны. Участник Гражданской войны.

## Биография
Учился в Санкт-Петербургском электротехническом институте. Работал корректором в «Биржевых ведомостях».
Выступал за петербургские футбольные клубы «Виктория» (1906—1911), «Нева» (1912), «Унитас» (1913). Серебряный призёр чемпионатов Санкт-Петербурга 1906 и 1908 годов.
В составе сборной Санкт-Петербурга стал чемпионом Российской империи 1912 года.
В 1911—1913 годах провёл три не вошедших позднее в реестр РФС матча за сборную Российской империи. 
В составе спортивной делегации Российской империи участвовал в Олимпийских играх 1912 года. Был в официальной заявке сборной по футболу, но на поле не выходил.
С началом Первой мировой войны призван из запаса армейской пехоты в 164-й пехотный Закатальский полк. Был ранен. Штабс-капитан. 
После Октябрьской революции присоединился к Белому движению. В белых войсках Северного фронта. Служил в звании капитана в штабе командующего войсками Северной области. После поражения белых войск на севере России в 1920 году эвакуировался в Варнес в Норвегии. Впоследствии эмигрировал во Францию.
Жил в Париже. Работал водителем такси, корректором в газетах «Последние новости» и «Русские новости». Корректировал книги русских писателей, живших во Франции. Основал во Франции Российское спортивное общество (РСО).
Скончался в 1953 году. Похоронен в Париже на кладбище Сент-Женевьев-де-Буа.

## Достижения
- Чемпион Российской империи - 1912
- Серебряный призёр чемпионата Санкт-Петербурга (2) - 1906, 1908

## Награды
- Орден Святой Анны 4-й степени с надписью «за храбрость» (28 февраля 1915)[2]
- Орден Святого Станислава 3-й степени с мечами и бантом (31 октября 1915)[2]
- Орден Святой Анны 3-й степени с мечами и бантом (15 мая 1916)[2]
- Орден Святого Станислава 2-й степени с мечами (12 октября 1916)[2]

## Игры за сборную
| Дата игры       | Матч                           | Счет | Поле | Турнир            |
| --------------- | ------------------------------ | ---- | ---- | ----------------- |
| 3 сентября 1911 | Россия (СПб) — Англия          | 0:7  | Д    | Товарищеский матч |
| 26 мая 1912     | Россия (СПб) — Россия (Москва) | 2:2  | Д    | Товарищеский матч |
| 29 апреля 1913  | Россия (СПб) — Швеция          | 1:5  | Д    | Товарищеский матч |
| 1 мая 1913      | Россия (СПб) — Швеция          | 2:3  | Д    | Товарищеский матч |

## Семья
Жена — Борейша Мария Николаевна (урожденная Измайлова по 2 браку Агафонова), родилась 18.01.1893. Умерла 08.03.1973 в Париже.
Дочь — Галина (1911—1969), также похоронена на кладбище Сен-Женевьев-де-Буа.